# انگشت‌دراز گورو
انگشت‌دراز گورو (نام علمی: Bavayia goroensis) نام یک گونه از سرده گکوهای کالدونیای جدید است.